# شجاع شاه الدراني
شجاع شاه الدراني ملك أفغانستان وابن تيمور شاه الدراني، حكم على فترتين من 1803 م إلى 1809 م بعد ان أخذ الحكم من أخيه محمود شاه الدراني ثم من 1839 م إلى 1842 م بعد أن استرد حكم عائلته من حكم البركزاي دوست محمد خان.
كان شاه شجاع اخر حاكم للاسرة الدرانية قبل سقوطها على يد الدولة البركزاية.